# Türkische Eishockeynationalmannschaft der Frauen
Die türkische Eishockeynationalmannschaft der Frauen ist die nationale Auswahlmannschaft der Türkei im Fraueneishockey. Im April 2015 lag die Mannschaft auf dem 33. und somit viertletzten Rang der IIHF-Weltrangliste.

## Geschichte
Bei der Weltmeisterschaft 2007 gab die Mannschaft ihr Debüt in der Division IV, der fünften WM-Leistungsstufe und belegte den sechsten und somit letzten Platz. Im folgenden Jahr belegten die Türkinnen erneut den sechsten Platz der Division IV. Da bei der WM 2009 nur die ersten drei Divisionen ausgespielt wurden und im Olympiajahr 2010 ohnehin keine Eishockey-Weltmeisterschaft stattfand, bestritt die Türkei bei der Weltmeisterschaft 2011 erstmals nach drei Jahren wieder ein WM-Spiel. Da sie die vorherigen beiden Weltmeisterschaften auf dem letzten Platz der Division IV beendet hatte, trat die Nationalmannschaft in der neu gegründeten Division V an. In dieser gewannen die Türkinnen nur eines ihrer vier Spiele und belegten den vierten und somit vorletzten Rang.

## Platzierungen bei Weltmeisterschaften
- 2007 – 6. Platz Division IV
- 2008 – 6. Platz Division I
- 2011 – 4. Platz Division V
- 2012 – keine Teilnahme
- 2013 – 1. Platz Qualifikation zur Division IIB
- 2014 – 6. Platz Division IIB
- 2015 – 1. Platz Qualifikation zur Division IIB
- 2016 – 6. Platz Division IIB
- 2017 – 5. Platz Division IIB
- 2018 – 5. Platz Division IIB
- 2019 – 4. Platz Division IIB
- 2020 – 4. Platz Division IIB
- 2021 – keine Austragung
- 2022 – 3. Platz Division IIB
- 2023 – keine Teilnahme
- 2024 – 5. Platz Division IIB
- 2025 – 6. Platz Division IIB (Abstieg in die Division IIIA)